# Zby

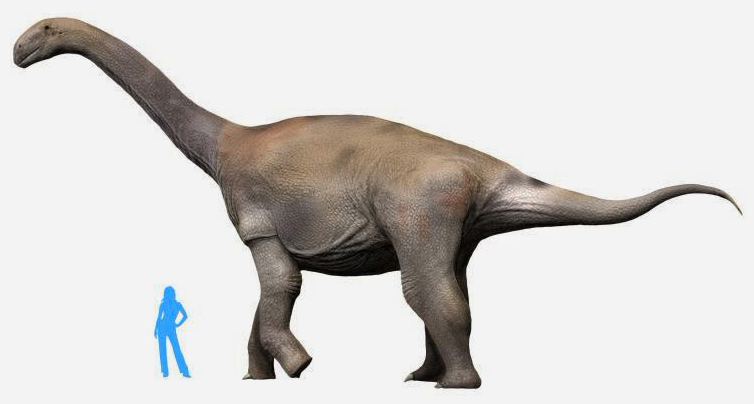
Zby atlanticus

Zby atlanticus is een plantenetende sauropode dinosauriër, behorend tot de Eusauropoda, die tijdens het late Jura leefde in het gebied van het huidige Portugal.

## Vondst en naamgeving
Op 7 september 1996 ontdekte Octávio Mateus een skelet van een sauropode bij Vale Pombas. Dit werd opgegraven in de verdere herfst van 1996 en de veldseizoenen van 2000 en 2002.
In 2014 werd de typesoort Zby atlanticus benoemd en beschreven door Mateus, Philip Mannion en Paul Upchurch. De geslachtsnaam is de Portugese vleivorm van de achternaam van de Pools-Russisch-Franse paleontoloog wijlen George Zbyszewski (1909-1999) die veel onderzoek in Portugal verricht heeft. De soortaanduiding betekent "atlantisch" in het Latijn en verwijst naar het vondstgebied aan de kust van de Atlantische Oceaan in centraal Portugal, een "pittoreske baai".
Het holotype, ML 368, is gevonden in een laag van de Armoreira-Porto Novo-afzetting van de Lourinhãformatie die dateert uit het Kimmeridgien. Het bestaat uit een fragmentarisch skelet zonder schedel. Bewaard zijn gebleven: een tand met tandwortel; een stuk wervelboog van een halswervel, een voorste chevronbeen van de staart, een rechterschoudergordel en een rechtervoorpoot, waaronder het eerste derde en vierde middenhandsbeen en drie vingerkootjes.

## Beschrijving
Zby is een vrij grote sauropode met een lichaamslengte van ruim vijftien meter.
De beschrijvers wisten vier onderscheidende kenmerken vast te stellen, autapomorfieën. De onderste achterrand van het schouderblad buigt eerst naar onder toe naar achteren en gaat dan abrupt, in een scherpe hoek van 110°, over in de onderrand. Ter hoogte van de onderzijde van deltopectorale kam, buigt het opperarmbeen zowel naar voren als naar achteren, een opvallende bult opleverend aan de buitenste achterkant. De buitenste onderhoek van het opperarmbeen vormt een van voor naar achter dunne beenplaat, die niet zo ver naar voren reikt als de rest van de onderkant. Het boveneind van het spaakbeen is van voor naar achter afgeplat. Het tweede kootje van de eerste vinger is in zijaanzicht rechthoekig.
De onderkant van het spaakbeen is aan de buitenzijde sterk afgeschuind.

## Fylogenie
Zby is basaal in de Eusauropoda geplaatst, buiten de Neosauropoda. Hij zou een lid zijn van de Turiasauria en een verwant van Turiasaurus riodevensis uit Spanje. De beschrijvers leiden uit het feit dat er alleen grote turiasauriërs bekend zijn af dat op het subcontinent Iberia de niches van middelgrote en kleinere planteneters gevuld werden door langnekkige Stegosauria zoals Miragaia.